# Christian Doehler
Christian Doehler (* 2. Januar 1924 in Kaufungen, Sachsen; † 2. November 2004 in Stuttgart) war ein deutscher Journalist.

## Leben
Als Sohn des Altenhainer Pfarrers Hugo Döhler und seiner Frau Margarete geb. Ebert studierte Doehler Evangelische Theologie und Psychologie an der Eberhard Karls Universität Tübingen. 
1953 vom Institut für Auslandsbeziehungen in Stuttgart angestellt, übernahm er das Referat Öffentlichkeitsarbeit – Pädagogik und Information – für die Bundesrepublik Deutschland auf internationalen Messen im Auftrag des Bundespresseamts und des Bundesministeriums für wirtschaftliche Zusammenarbeit.
Am 17. Juli 1962 wurde er Mitglied der Deutsch-Japanischen Gesellschaft in Baden-Württemberg (DJG BW). 1964 übernahm er die Abteilung 4 des IfA „Deutschland/Auslandskunde, Informations- und Öffentlichkeitsarbeit“. Er leitete 185 Seminare zur Vorbereitung deutscher Fach- und Führungskräfte aus Wirtschaft und Industrie, ab 1965 jährlich eines über Japan. Dabei kooperierte er mit dem Wirtschaftsministerium Baden-Württemberg und dem Presse- und Informationsamt der Bundesregierung. Diese Abteilung umfasst auch die Beratungsstelle für Auswanderer und den Deutschunterricht für Ausländer.
Am 12. Mai 1964 wurde er stellvertretender Vorsitzender und am 1. März 1966 Geschäftsführer der DJG Baden-Württemberg. 1970 wurde er zum ersten Japan-Besuch entsandt, um auf der Weltausstellung in Osaka die Präsentationen der Länder zu beobachten. Seine Vorschläge wurden 1984 auf der Doitsu Haku realisiert. Er leitete den Informationsstand des Presse- und Informationsamts der Bundesregierung. Auch zur Expo ’85 Tsukuba (Ibaraki) vertrat er die DJG.
1975 wurde er zum Präsidenten der Deutsch-Japanischen Gesellschaft Baden-Württemberg gewählt. Er gewann Werner Niefer und Lothar Späth als Festredner beim 25- und 30-jährigen Jubiläum der DJG. Ihm war zu verdanken, dass der Japanische Garten auf der Internationalen Gartenschau 1993, die Japanische Schule Toin-Gakuen im oberschwäbischen Bad Saulgau und die Japanische Samstagsschule am Rotebühlplatz eingerichtet wurden und Stuttgart das erste japanische Restaurant Kicho erhielt. Nach zehnjährigen Bemühungen gelang ihm die Einrichtung des japanischen Honorarkonsulats in der Landeshauptstadt. Das Evangelische Bildungswerk unterstützte er kostenlos.
Am 21. September 1989 wurde er in der Akademie der Diözese Rottenburg-Stuttgart, seiner langjährigen Seminarstätte, in den Ruhestand verabschiedet. Seit der Jugend an der Medizin interessiert, engagierte sich Doehler auf dem Gebiet der Transplantationsmedizin und im Fibromyalgie-Verband Baden-Württemberg. Er half bei der Beschaffung von Spenden für  die Björn-Steiger-Stiftung und setzte sich (als Betroffener) für den Verein Lungenkranke/Sauerstoffpatienten ein. 
Doehler starb mit 80 Jahren im Robert-Bosch-Krankenhaus und hinterließ seine schwedische Frau Torborg geb. Hellsten (Tochter des Chefarztes vom Epidemiekrankenhaus Malmö), zwei Töchter und zwei Söhne.

## Ehrungen
- Bundesverdienstkreuz am Bande (17. Mai 1977)
- Orden der Aufgehenden Sonne am Halsband, Goldene Strahlen